# Milvische Brücke
Die Milvische Brücke (italienisch: Ponte Milvio,  früher Ponte Molle oder Mollo, lat.: Pons Milvius, auch Mulvius) ist eine auf die Antike zurückgehende Brücke, die den Tiber in Rom überspannt. Sie liegt in einer geraden Verlängerung der Via Flaminia vom Forum Romanum und der Piazza del Popolo im Norden Roms. Bekannt ist die Brücke durch die dort im Jahr 312 ausgetragene Schlacht an der Milvischen Brücke. Die Brücke war für Jahrhunderte der Haupteingang in die römische Metropole für Reisende aus dem Norden. Diese Aufgabe übernimmt heute der 1951 fertiggestellte Ponte Flaminio. Der Ponte Milvio ist heute für den Autoverkehr gesperrt.

## Geschichte
Erbaut wurde die Brücke 207 v. Chr. als Holzbrücke mit dem Namen Pons Milvius, da der erste Erbauer der gens Milvia angehörte. Der Censor Marcus Aemilius Scaurus erneuerte die Brücke 115 bis 109 v. Chr., bereits mit gemauerten Pfeilern, aber wieder mit hölzernem Überbau. Als Baumaterial wurden Tuffgestein und Travertin für die Verkleidung der Bögen verwendet. Aus dieser Zeit stammen die noch heute zu sehenden massiven Pfeiler.

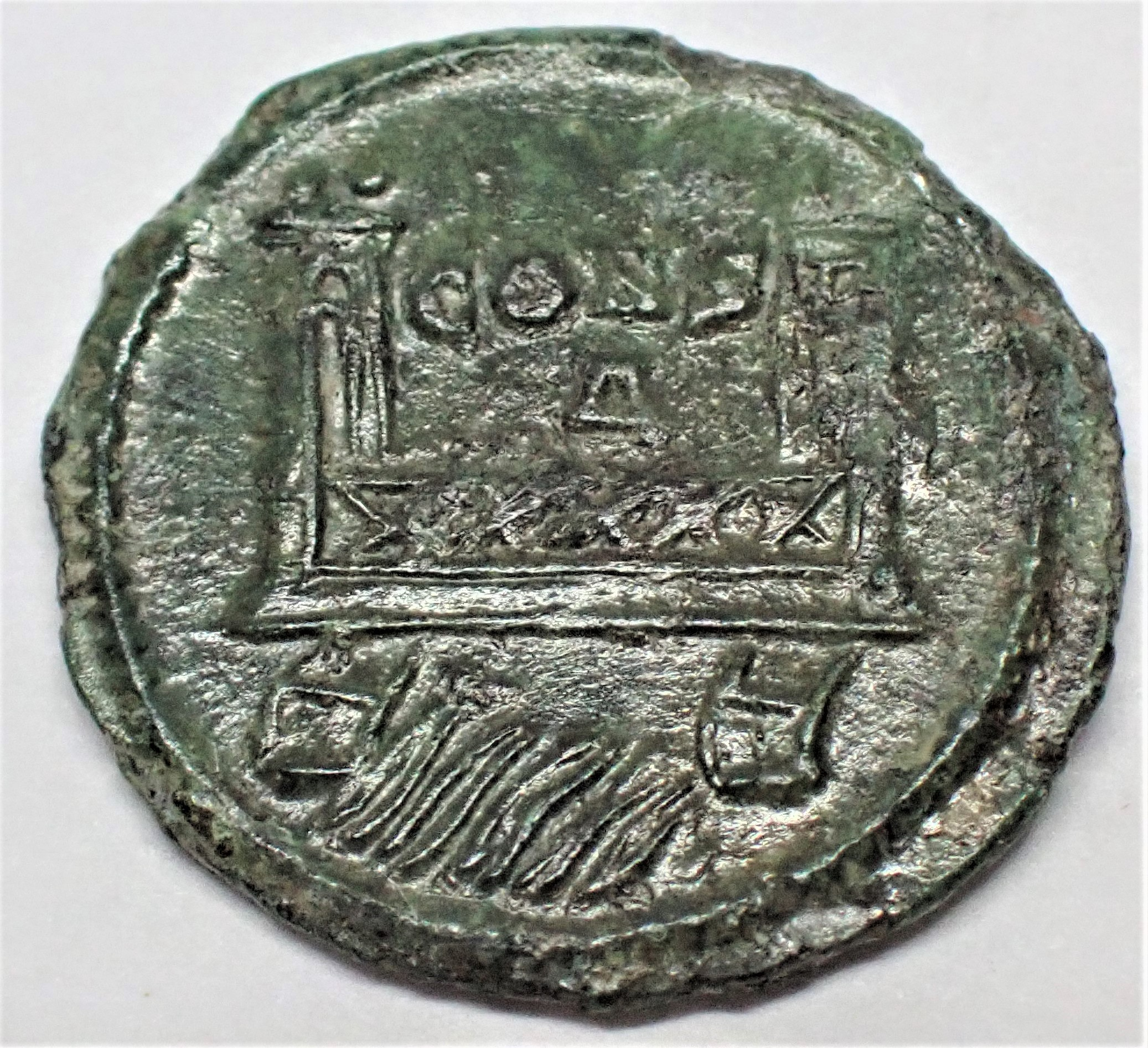
Milvische Brücke auf römischer Münze z. Zt. der Constantinischen Dynastie

Mehrmals wird der Pons Milvius bei antiken Schriftstellern wie Marcus Tullius Cicero, Titus Livius, Tacitus und Ammianus Marcellinus erwähnt. Cicero berichtet, wie Catulus und Pompeius sich dort mit Lepidus bekämpften. 63 v. Chr. wurden die Verschwörer des Catilina dort verhaftet.
Augustus ließ im Jahre seines 7. Konsulats alle Brücken der Via Flaminia in Ordnung bringen. Cassius Dio berichtet, dass es zu dieser Zeit auf der Brücke einen Bogen mit der Statue des Augustus gab und einen weiteren mit einer Quadriga. 16 v. Chr. wurden Münzen mit der Abbildung der Brücke geprägt.
312 n. Chr. endete an der Brücke die Schlacht zwischen Kaiser Konstantin und seinem Mitkaiser Maxentius und so schritt Kaiser Konstantin nach Rom.
538 floh Witichis mit seinen Goten über die Brücke. 799 kehrte Papst Leo III. aus dem Frankenreich zurück, wo er Karl den Großen besucht hatte. Dieser reiste im folgenden Jahr nach Rom, um dort zum Kaiser gekrönt zu werden. 823 zogen Lothar I. und 896 Arnulf von Kärnten über die Brücke und erhielten im Petersdom ihre kaiserlichen Salbungen, wobei die Begrüßungen an der Brücke stattfanden.
1121 passierte der Papst Kalixt II. die Brücke gemeinsam mit seinem Gefangenen, dem Gegenpapst Gregor VIII. unter den Spottrufen der Römer.
1149 erfolgt eine umfassende Restaurierung der Brücke. 1152 in einem Brief des römischen Senats an Konrad III.:
„…Ihr sollt außerdem wissen, dass wir die kaum weit außerhalb der Stadt gelegene Brücke, die über lange Zeit aufgrund der Gegnerschaft von Kaisern zerstört war, mit großer Anstrengung wiederherstellen, damit euer Heer über sie übersetzen kann und euch die Löwen Petri durch die Engelsburg nicht schaden können, wie sie mit dem Papst Eugen III. und dem Sizilianer Roger II. beschlossen hatten. In kurzer Zeit wird das Werk mit einer äußerst starken Mauer und harten Steinen mit Hilfe Gottes vervollständigt.“
Man brachte die Milvische Brücke wieder in einen einwandfreien Zustand. Jeder musste dazu beim Einzug und Auszug sowohl durch Gaben/Spenden als auch durch Tribut beitragen.
1312 versuchte König Heinrich VII. die Brücke zu überqueren, der aber aufgrund des Widerstands kaiserfeindlicher Truppen nicht bis St. Peter gelangte und sich daher wieder zurückziehen musste. 1335 während des Pontifikats des Papstes Benedikt XII. (Papst 1334–1342) im vatikanischen Kodex niedergeschrieben: „Milvische Brücke despotisch zerstört durch das Gefolge der grausamen Orsini…“
1405 übertrug Papst Innozenz VII. alle Tiberbrücken mit Ausnahme des Ponte Milvio an die Stadtverwaltung von Rom, da er den Stadtvätern nicht zutraute, diese bekannte Brücke zu unterhalten und zu sichern. Er stellte eigens dafür an den Brückentürmen eigene Wächter auf. Das nützte nichts, denn die Ghibellini aus Rom beschädigten die Brücke dennoch erheblich.

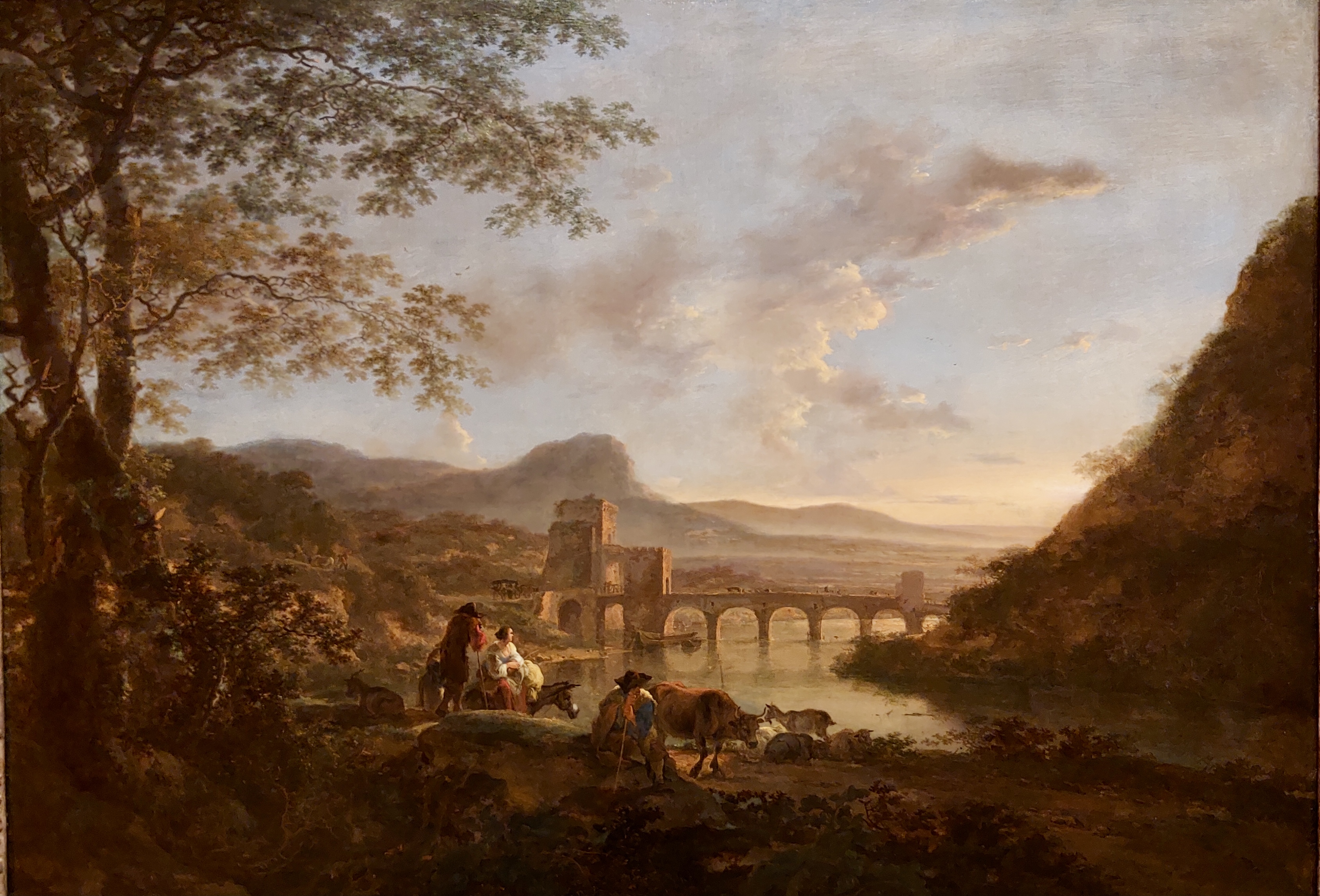
Jan Both Ponte Molle +/-1650

1429 beauftragte Papst Martin V. den Architekten Francesco Genazzano, die Brücke zu reparieren. 1451 und 1458 wurde sie von Nikolaus V. und Kalixt III. umfassend erneuert. Das hölzerne Brückendeck wurde durch eine steinerne Fahrbahnplatte und der Nordturm wurde durch einen mächtigen Turm mit Eingangsbogen ersetzt.
Papst Pius VII. Chiaramonti (1800–1823) beauftragte den Architekten Giuseppe Valadier, den Entwurf der Brücke zu ändern. Die beiden ufernahen Brückenbögen waren bis dahin als Schutz gegen die häufigen militärischen Angriffe nur aus Holz gebaut, damit sie bei Gefahr zerstört werden konnten. Diese ufernahen Holzbrücken wurden nun durch steinerne Bögen ersetzt.
1849 wurde sie von Garibaldi teilweise zerstört, um sich dem französischen Angriff zu widersetzen und später durch Papst Pius IX. Feretti (1846–1878) von Franzesco Azzurri erneuert.
Die letzten kriegerischen Auseinandersetzungen an der Brücke endeten mit dem Zweiten Weltkrieg. Den Verkehr mit schweren Panzerwagen bewältigte sie.
1951 wurde der nahe gelegene Ponte Flaminio dem Verkehr übergeben, der Ponte Milvio dient heute als Fußgängerbrücke.

## Beschreibung

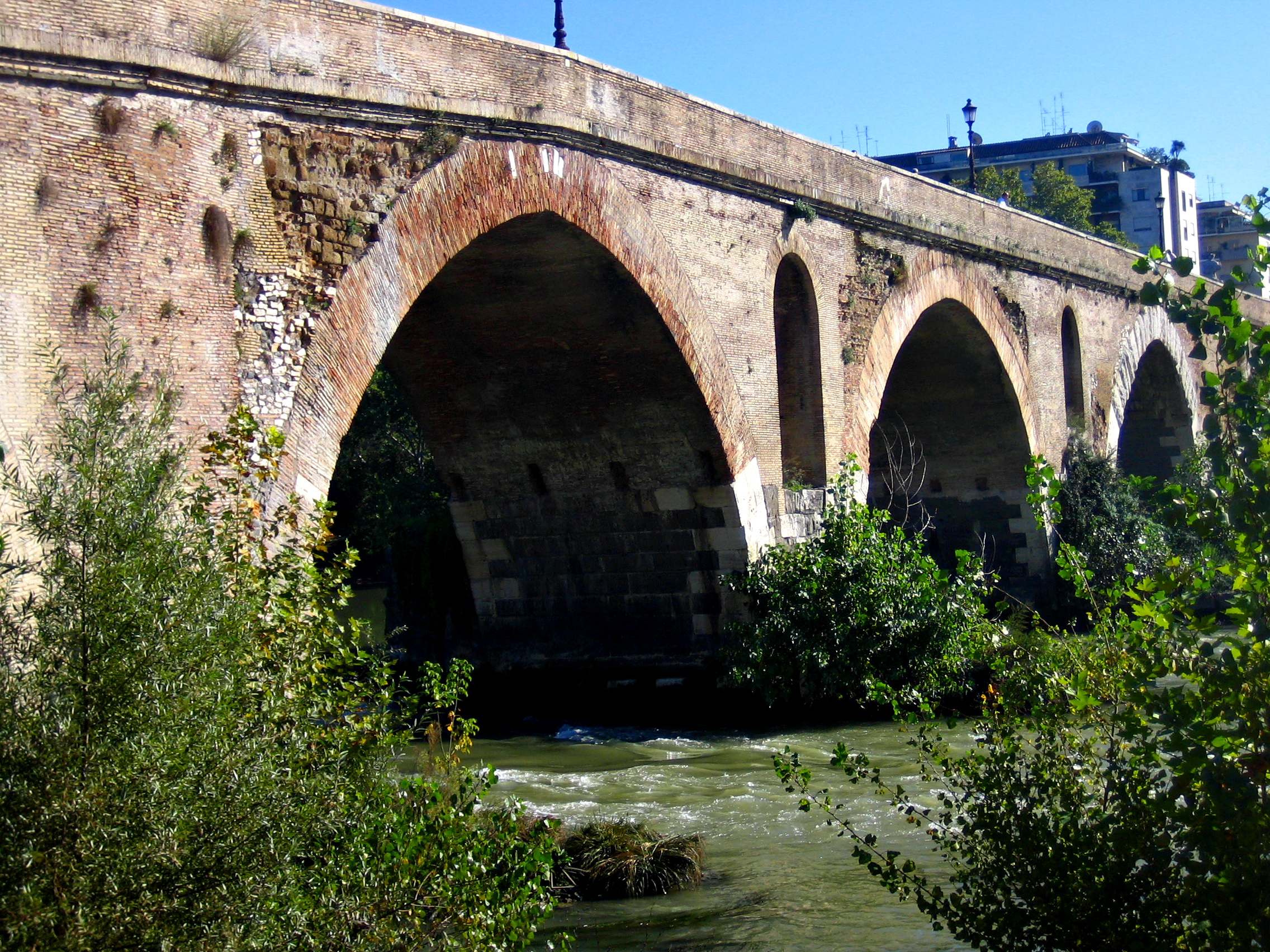
Ziegelbögen

Der Tiber ist am Standort der Brücke 124 m breit und wird von 6 Bögen überspannt, die lichte Öffnungen von etwa 9 und 18 m (genau: 7,25 m; 17,90 m; 18,40 m; 18,55 m; 17,85 m; 9,30 m) haben.
Die Brücke ist 136 m lang und 8,75 m breit. Von den vier mittleren Bögen sind zwei original römisch und zwei teilweise antik. Die Bögen zwei und drei sind mit hellem Römischem Travertin verkleidet. Die vier zentralen Bögen haben ca. 18 m lichte Öffnung, während die Endöffnungen 9 m weit sind. Diese hatten hölzerne Überbauten und wurden erst in neuerer Zeit durch Ziegelgewölbe ersetzt.
Die Travertinverkleidung ist im Bereich des Niedrigwassers solide mit Läufern und Bindern abwechselnd im Verband gebaut, während im oberen Bereich nur eine Steinreihe vorhanden ist. Die Gewölbe zwei und drei sind noch der Antike aus dem Jahre 109 v. Chr. zuzuschreiben.
Gewölbe vier besteht ganz aus Ziegelsteinen, Gewölbe fünf hat nur im oberen Bereich Mauerwerk. Dies ist den Reparaturarbeiten aus der Zeit Nikolaus V. im Jahr 1458 zuzuschreiben.
In den Pfeilern befinden sich Flutöffnungen mit unterschiedlichen Abmessungen.

## Archäologische Untersuchungen
In der Neuzeit werden umfangreiche Restaurierungsarbeiten durchgeführt. Dabei hat man untersucht, welche Bauteile der Brücke mit Bestimmtheit der römischen Antike zuzuschreiben sind.
Von den Konstruktionen aus dem Jahre 115 v. Chr., von denen damals nur die Pfeiler und Fundamente aus Stein waren, verbleiben heute nur Reste. Von Süd nach Nord gehend sind reichlich Reste des ersten und zweiten Pfeilers sowie Reste des aufgehenden Kragbogens zu finden.
Völlig erhalten blieben die beiden ersten Bögen im Fluss sowie die Pfeiler, auf die sich diese Gewölbe abstützen, dazu Teile der Giebelwände des seitlichen Mauerwerks oberhalb der Keilsteingewölbe. Der dritte Bogen ist nur noch teilweise der Römerzeit zuzuschreiben. Der innere Kern der Pfeiler ist aus Tuffstein aus den Steinbrüchen Oscura und Aniene. Die Pfeilervorbauten, alle Ecken und Kanten sowie die Gewölbe der ersten beiden Bögen im Strom sind aus Römischem Travertin.
Ob die Verwendung von Travertin hier erstmals an einer Tiberbrücke in Rom erfolgt ist, ist in Fachkreisen umstritten. Zwischen den Tuffsteinblöcken und denen aus Travertin ist eine elastische Kalkklebeschicht eingebaut worden, damit gegenseitig keine zu hohe Reibung auftreten kann.
Mit Ausnahme des ersten und des vierten Pfeilers haben alle anderen einen Querschnitt von 8,0/8,0 m. Genau: Breite: 7,24 m bis 7,47 m; Tiefe 7,56 m bis 7,71 m. Der erste und vierte Pfeiler sind 10 m breit.
Um den Bauzustand zu überprüfen, ist die Gewölbeoberkante freigelegt worden. Die Abnutzung und der Verschleiß der Oberseiten lässt erkennen, wie diese an den Seiten als Trampelpfade benutzt worden sind. Die Gewölbe hat man im Verband mit wechselnden Keilsteinbreiten erstellt. Die Außenseiten der Gewölbe bestehen aus Travertin im Verband mit unterschiedlichen Breiten. An den Innenseiten sind Wölbsteine minderwertiger Qualität erkennbar. An den Gewölbeinnenflächen wechseln sich Keilsteine in Travertin und Tuff ab.

## Kuriositäten

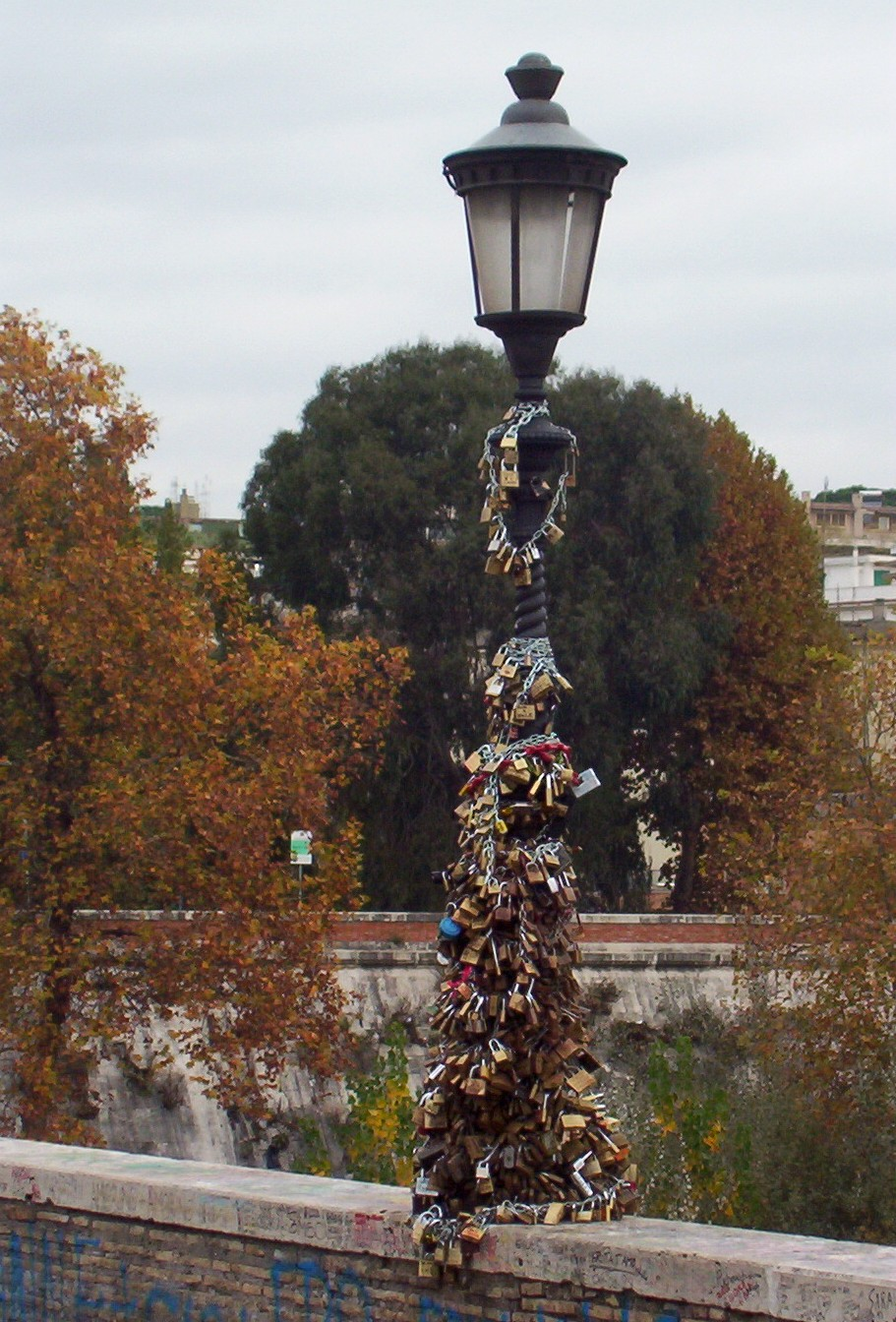
Liebesschlösser auf der Brücke

Seit einiger Zeit ist es Brauch von Jungverliebten, ein Vorhängeschloss (Liebesschloss) an der zentralen Brückenlaterne der Milvischen Brücke anzubringen und anschließend den Schlüssel mit dem Schwurspruch „für immer“ (per sempre) in den Tiber zu werfen. Für die Verliebten bedeutet dies, dass sich ihre Liebe in Zukunft als unzerbrechlich erweist. Das angebrachte Vorhängeschloss wird zudem mit den Vornamen oder Initialen des Paares und dem Datum ihrer Verbindung versehen.
Vermutlich wurde dieser Brauch von den Absolventen der Sanitätsakademie San Giorgio in Florenz initiiert, die nach dem Ende der Ausbildung die Vorhängeschlösser ihrer Umkleideschränke an der Brückenlaterne befestigten. Dieser Brauch wurde dann von den Verliebten in Rom übernommen. Besondere Popularität erlangte diese Tradition nach dem Erscheinen des Buches Ich steh auf dich von Federico Moccia. Die beiden Hauptpersonen der Erzählung schwören sich ewige Liebe, während sie ein Vorhängeschloss an der zentralen Brückenlaterne anbringen und den Schlüssel in den Fluss werfen. Weiteren Bekanntheitsgrad erlangten die Lucchetti d’Amore („Liebesschlösser“) auch durch das Musikvideo von Tiziano Ferro zur Singleauskopplung Ti scatteró una foto.
Nach langen Diskussionen über eine mögliche Entfernung der Schlösser aufgrund einer „Verschandelung der Brücke“ und da 2006 eine Brückenlaterne unter der Last der Schlösser umknickte, hat die Stadt Rom reagiert und vor jeder der sechs Laternen Pfosten mit Ketten aufgestellt, an denen die Schlösser nun befestigt werden dürfen.  Allerdings wurden auch diese am 10. September 2012 wieder entfernt und sollen nun möglicherweise in ein Museum verbracht werden.
Johann Wolfgang von Goethe erwähnte die Brücke in seinen späteren Jahren, auf seinen Italienaufenthalt zurückblickend. Ein Zeitgenosse beschreibt seine Nostalgie wie folgt: „Plötzlich blieb er vor jenem Abbilde Roms sinnend stehen und zeigte auf Ponte molle, über welchen man, von Norden herkommend, in die ewige Roma einzieht. ‚Euch darf ich’s wohl gestehen‘, sagte er, – ‚seit ich über den Ponte molle heimwärts fuhr, habe ich keinen rein glücklichen Tag mehr gehabt‘“.